# جورج هنري فريدريك أولريش
جورج هنري فريدريك أولريش (بالإنجليزية: George H. F. Ulrich)‏ هو جيولوجي أسترالي ونيوزلندي، ولد في 7 يوليو 1830 في Zellerfeld ‏ في ألمانيا، وتوفي في 26 مايو 1900 في ميناء تشالمرز في نيوزيلندا.